# Ja Rule
Jeffrey Atkins bedre kendt som Ja Rule (født 29. februar 1976 i Queens i New York City i New York) er en amerikansk rapper og skuespiller. Ja Rule står for Jeffrey Atkins Represents Unconditional Love Exists.
Rule udgiver plader for The Inc. Records, som tidligere hed Murder Inc. Records. Pladeselskabet ejes af Ja Rule sammen med producenten Irv Gotti.
Ja Rule var med i gruppen Cash Money Click inden han i 1999 udgav sit første soloalbum, Venni Vetti Vecci, som blandt andet indeholdt hans første store hit, Holla Holla. The Mirror som skulle blive Ja Rules syvende soloalbum blev ikke udgivet på grund af at for mange sange var blevet lagt ud på internettet.
Han har tidligere haft en fejde med rapperen Eminem.

## Filmografi (udvalg)
- Turn It Up (2000)
- The Fast and the Furious (2001)
- Half Past Dead (2002)
- Scary Movie 3 (2003)
- The Cookout (2004)
- Back in the Day (2004)

## Diskografi (album)
- Venni Vetti Vecci (1999)
- Rule 3:36 (2000)
- Pain Is Love (2001)
- Last Temptation (2002)
- Blood in My Eye (2003)
- R.U.L.E (2004)
- One blood mega remix (24 af Amerikas bedste rappere udgav et remix af sangen "One blood" af The Game. Udgivet 2006)
- The Mirror (2009)
- Pain Is Love 2 (2012)